# Reposoir de Noaillac
Le reposoir de Noaillac est un oratoire catholique situé dans le département français de la Gironde, sur la commune de Noaillac, en France.

## Localisation
Le reposoir se trouve à l'entrée du bourg sur la route départementale D116, à proximité de la mairie.

## Historique
Un reposoir est un petit édifice qui était élevé sur le bord des routes pour offrir un abri aux voyageurs. Celui de Noaillac abrite un oratoire qui permettait les dévotions lors de processions ; il est inscrit au titre des monuments historiques par arrêté du 5 octobre 1925 pour son autel.